# Jerzy (Abou Zakhem)
Jerzy, nazwisko świeckie Abou Zakhem (ur. 1949 w Arnie) – syryjski duchowny prawosławnego Patriarchatu Antiocheńskiego, od 2000 metropolita Himsu.

## Życiorys
Święcenia kapłańskie przyjął w 1980. Chirotonię biskupią otrzymał w 1988. W 2000 został mianowany metropolitą Himsu.